# Cephalophanes frigidus
Cephalophanes frigidus är en kräftdjursart som beskrevs av Wolfenden 1911. Cephalophanes frigidus ingår i släktet Cephalophanes och familjen Phaennidae. Inga underarter finns listade i Catalogue of Life.